# پاملا سو مارتن
 پاملا سو مارتن (انگلیسی: Pamela Sue Martin؛ زادهٔ ۵ ژانویهٔ ۱۹۵۳) یک هنرپیشه و مانکن اهل ایالات متحده آمریکا است.

## فیلم‌شناسی
- ماجرای پوزیدون (فیلم ۱۹۷۲)
- زمان ما (فیلم ۱۹۷۴)
- بانوی سرخ‌پوش (فیلم ۱۹۷۹)
- دودمان